# Sistema de coordenades cartesianes

Fig. 1 – Sistema de coordenades cartesianes. S'han assenyalat quatre punts: (2,3) en verd, (-3,1) en vermell, (-1.5,-2.5) en blau i (0,0), l'origen, en morat.

Fig. 2 – Sistema de coordenades cartesianes amb la circumferència de radi 2 centrada a l'origen dibuixada en vermell. L'equació del cercle és.

En matemàtiques, el sistema de coordenades cartesianes (anomenat també sistema de coordenades rectangulars) es fa servir per a determinar unívocament cada punt del pla a través de dos nombres reals anomenats habitualment la coordenada x o abscissa i la coordenada y o ordenada del punt.
Per a definir les coordenades d'un punt qualsevol, cal especificar prèviament diversos elements. En primer lloc es fixa un punt del pla, dit origen de coordenades; tot seguit es prenen dues rectes perpendiculars (l'eix x o eix d'abscisses, i l'eix y o eix d'ordenades) que es creuen a l'origen, i a cada una de les quals s'assigna una direcció considerada positiva o creixent; finalment cal especificar una unitat de longitud, que es marca sobre els dos eixos (vegeu figura 1). Els sistemes de coordenades cartesianes s'estenen de manera anàloga a l'espai de tres dimensions i a espais de dimensions superiors.
Fent servir els sistemes de coordenades cartesianes, les formes geomètriques (com ara les corbes) es poden descriure amb equacions algebraiques, les equacions que són satisfetes pels punts que pertanyen a la forma geomètrica. Per exemple, el cercle de radi 2 es pot descriure amb l'equació {\displaystyle x^{2}+y^{2}=4} (vegeu figura 2).

## Història
L'adjectiu cartesianes fa referència al matemàtic i filòsof francès René Descartes (en llatí Renatus Cartesius), qui, entre altres coses, va treballar per a fusionar l'àlgebra i la geometria euclidiana. Aquest treball va influir en el desenvolupament de la geometria analítica, el càlcul infinitesimal i la cartografia.
La idea d'aquest sistema va ser desenvolupada independentment el 1637 en dos escrits per Descartes i per Pierre de Fermat, tot i que Fermat no va publicar el descobriment.
A la seva obra La Geometria, introdueix el concepte de coordenades cartesianes.

## Sistema cartesià

### Sistema de coordenades de dues dimensions

Fig. 3 – Els quatre quadrants d'un sistema de coordenades cartesià. Les fletxes als eixos indiquen que s'estenen indefinidament en les seves respectives direccions (és a dir infinitament).

Un sistema de coordenades cartesianes de dues dimensions es defineix habitualment amb dos eixos perpendiculars entre si formant un pla (el pla xy). L'eix horitzontal es diu normalment eix x, i l'eix vertical s'anomena normalment eix y. En un sistema de coordenades de tres dimensions, s'afegeix un altre eix, anomenat normalment eix z, que subministra una tercera dimensió de mesura de l'espai. Els eixos normalment es defineixen de forma que siguin mútuament ortogonals (formen un angle recte entre ells). (Els primers sistemes permetien eixos "oblics", és a dir, eixos que no es tallaven formant angles rectes, aquesta mena de sistemes encara es fan servir ocasionalment avui en dia, tot i que principalment com a exercicis teòrics.) Tots els punts d'un sistema de coordenades cartesianes considerats com a conjunt formen el pla cartesià. De les equacions que fan servir el sistema de coordenades cartesianes se'n diu equacions cartesianes.
Del punt d'intersecció, on es troben els eixos, se'n diu l'origen normalment s'etiqueta amb una O. Els eixos x i y defineixen un pla, del que es diu que és el pla xy. Donat un eix, es tria una unitat de longitud, i es marca la unitat repetidament damunt de l'eix, formant una graella. Per a especificar un punt particular en un sistema de coordenades de dues dimensions, s'indica primer la unitat x (abscissa), seguida de la unitat y (ordenada) de forma (x,y), una parella ordenada.
La tria de les lletres ve de la convenció de fer servir les últimes lletres de l'abecedari per a indicar variables incògnites. Per contra la primera part de l'abecedari es fa servir per designar constants conegudes.
A la Figura 3 s'indica un exemple d'un punt P, fent servir les coordenades (3,5).
La intersecció dels dos eixos crea quatre regions, anomenades quadrants, que s'indiquen amb els nombres romans I (+,+), II (−,+), III (−,−), and IV (+,−). Per convenció, s'etiqueten en sentit contrari de les agulles del rellotge començant a partir del de dalt a la dreta ("nord-est"). En el primer quadrant, totes dues coordenades són positives, en el segon quadrant les coordenades x són negatives i les coordenades y són positives, al tercer quadrant totes dues coordenades són negatives i al quart quadrant, les coordenades, x són positives i les coordenades y són negatives (vegeu la taula de més avall.)
| Coordenada | Primer quadrant (I) | Segon quadrant (II) | Tercer quadrant (III) | Quart quadrant (IV) |
| ---------- | ------------------- | ------------------- | --------------------- | ------------------- |
| x          | +                   | -                   | -                     | +                   |
| y          | +                   | +                   | -                     | -                   |

### Sistema de coordenades tridimensional

Fig. 4 – Sistema de coordenades cartesianes de tres dimensions amb l'eix y allunyant-se de l'observador.

Fig. 5 - Sistema de coordenades cartesianes de tres dimensions amb l'eix x apuntant cap a l'observador..

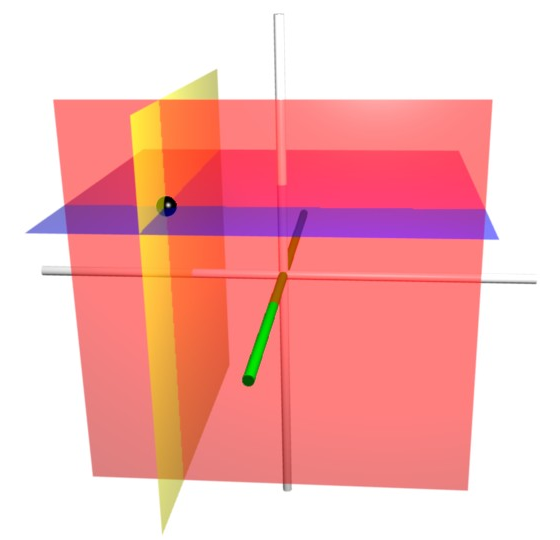
Les superfícies coordenades de les coordenades cartesianes (x, y, z). L'eix z és vertical i l'eix x s'ha ressaltat de verd. Així, el pla vermell mostra els punts amb x=1, al pla blau mostra els punts amb z=1, i el pla groc mostra els punts amb y=-1. Les tres superfícies s'intersequen al punt P (que es presenta com una petita esfera negra) al que li corresponen les coordenades cartesianes (1.0, -1.0, 1.0).

El sistema de coordenades cartesianes tridimensional permet determinar les tres dimensions de l'espai — llargada, amplada, i alçada. Les Figures 4 i 5 mostren dues formes habituals de representar-lo.
Els tres eixos que defineixen el sistema són perpendiculars entre si. Les coordenades dels punts s'expressen de la forma (x,y,z). Com a exemple, la figura 4 mostra dos punts dibuixats en un sistema de coordenades cartesianes tridimensional: P(3,0,5) i Q(−5,−5,7). Els eixos es representen en l'orientació de les "coordenades universals" amb l'eix z senyalant cap amunt.
Les coordenades x-, y-, i z d'un punt, també es poden interpretar com les distàncies als plans yz, xz, i xy respectivament. La Figura 5 mostra les distàncies del punt P als plans.
Els plans xy, yz, i xz divideixen l'espai tridimensional en vuit regions conegudes com a octants, de forma similar als quadrants de l'espai de dues dimensions. Mentre que hi ha convencions establertes per etiquetar els quatre quadrants del pla x-y, en l'espai tridimensional només s'etiqueta el primer octant. Aquest primer octant conté tots els punts que tenen les coordenades x, y, i z positives totes tres.

### Coordenades cartesianes en dimensión
Les seccions precedents construeixen les coordenades cartesianes a base d'establir una relació entre parelles o triplets de nombre reals i punts del pla o de l'espai. Aquesta relació es generalitza a qualsevol espai vectorial o afí de dimensió finita sobre un cos K.
Si {\displaystyle ({\vec {e_{1}}},{\vec {e_{2}}},\dots ,{\vec {e_{n}}})} és una base d'un espai vectorial sobre un cos K llavors, per a tot vector {\displaystyle {\vec {v}}}, existeix una única n-upla {\displaystyle (x_{1},x_{2},\dots ,x_{n})\,} element de Kn  tal que :
{\displaystyle {\vec {v}}=x_{1}{\vec {e_{1}}}+x_{2}{\vec {e_{2}}}+\dots +x_{n}{\vec {e_{n}}}\,} .
D'aquesta n-upla se'n diu coordenades cartesianes del vector {\displaystyle {\vec {v}}} en la base {\displaystyle ({\vec {e_{1}}},{\vec {e_{2}}},\dots ,{\vec {e_{n}}}}). La correspondència entre els vectors i les n-uples permet de construir un isomorfisme d'espais vectorials entre V i Kn.
Per treballar amb sistemes de coordenades de punts, n'hi ha prou d'afegir a la base precedent un punt O anomenat origen. Les coordenades d'un punt qualsevol M seran les del vector {\displaystyle {\overrightarrow {OM}}}.
Finalment, per poder treballar amb distàncies, caldrà construir una base ortonormal (aquella en la qual tots els vectors són de norma 1 i cada un és ortogonal a tots els altres). La distància OM llavors s'expressa de la forma següent:
{\displaystyle OM={\sqrt {x_{1}^{2}+x_{2}^{2}+\dots +x_{n}^{2}}}\,}
En el cas de sistemes de quatre dimensions les coordenades s'acostumen a anomenar (x,y,z,t).

## Representació d'un vector en la base natural
Un punt en un sistema de coordenades cartesianes també es pot representar com un vector, el qual es pot pensar com una fletxa que va des de l'origen del sistema de coordenades fins al punt. Si les coordenades representen posicions a l'espai (desplaçaments) és habitual de representar el vector des de l'origen al punt d'interès com {\displaystyle \mathbf {r} }. En tres dimensions, el vector des de l'origen fins al punt de coordenades cartesianes {\displaystyle (x,y,z)} de vegades s'escriu com:
{\displaystyle \mathbf {r} =x\mathbf {i} +y\mathbf {j} +z\mathbf {k} }
on {\displaystyle \mathbf {i} }, {\displaystyle \mathbf {j} }, i {\displaystyle \mathbf {k} } són vectors unitaris que apunten en les mateixes direccions que els eixos {\displaystyle x}, {\displaystyle y}, i {\displaystyle z}, respectivament. Aquesta és la representació amb un quaternió del vector, i va ser introduïda per Sir William Rowan Hamilton. Dels vectors unitaris {\displaystyle \mathbf {i} }, {\displaystyle \mathbf {j} }, i {\displaystyle \mathbf {k} } se'n diu versors del sistema de coordenades, i són els vectors de la base estàndard en tres dimensions.

## Canvi del sistema de coordenades
Fer un canvi de sistema de coordenades és canviar els valors de les coordenades que representen un punt en un determinat sistema de coordenades per tal que expressin el mateix punt en un altre sistema de coordenades. O en general canviar les equacions que representen una determinada figura geomètrica en un determinat sistema de coordenades per tal que representin la mateixa figura geomètrica en un altre sistema de coordenades. Vegeu la Llista de transformacions canòniques de coordenades per canvis entre diferents tipus de sistemes de coordenades. En el cas de dos sistemes de coordenades cartesianes, tant en el cas pla com tridimensional, es poden considerar dos canvis: Translació (de l'origen) i Rotació (entorn un eix). En el cas de sistemes tridimensionals també es pot plantejar la simetria especular respecte d'un pla.

### Translació de l'origen
A partir d'un sistema de coordenades inicial S1 amb origen a O i eixos x e y
{\displaystyle S1=\{O;\;x,y\}}
SI les coordenades d'un punt A donat, Al sistema S1 són:
{\displaystyle A=(x_{A},\;y_{A})}
Es tracta de trobar les coordenades de A en un altre sistema de referència S2
{\displaystyle S2=\{O^{\prime };\;x^{\prime },y^{\prime }\}}
Tal que els eixos dels dos sistemes (x, x´; y y, y´) són paral·lels dos a dos i les coordenades de O´, respecte de S1 són:
{\displaystyle O^{\prime }=(x_{O^{\prime }},\;y_{O^{\prime }})}
Les coordenades de A en S2 s'anomenaran:
{\displaystyle A^{\prime }=(x_{A}^{\prime },\;y_{A}^{\prime })}
Es planteja la següent equació vectorial (vegeu figura de la dreta):
{\displaystyle {\overline {OA}}={\overline {OO^{\prime }}}+{\overline {O^{\prime }A}}}
Operant
{\displaystyle {\overline {O^{\prime }A}}={\overline {OA}}-{\overline {OO^{\prime }}}}
{\displaystyle (x_{A}^{\prime },\;y_{A}^{\prime })=(x_{A},\;y_{A})-(x_{O^{\prime }},\;y_{O^{\prime }})}
Per tant:
{\displaystyle x_{A}^{\prime }=x_{A}-x_{O^{\prime }}}
{\displaystyle y_{A}^{\prime }=y_{A}-y_{O^{\prime }}}
I ampliant-ho a tres dimensions:
{\displaystyle z_{A}^{\prime }=z_{A}-z_{O^{\prime }}}

### Rotació entorn de l'origen

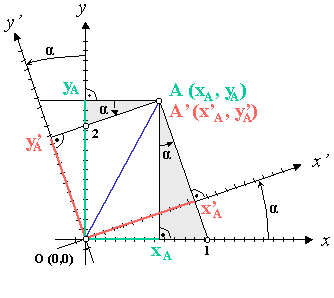
Rotació entorn a l'origen en coordenades cartesianes

A partir del sistema de coordenades pla S1 amb origen O i eixos x i y:
{\displaystyle S1=\{O;\;x,y\}}
Es pren una base ortonormal:
{\displaystyle B1=\{{\vec {i}},{\vec {j}}\}}
Tal que en aquest sistema sigui {\displaystyle i=\left({1,0}\right),j=\left({0,1}\right)}, llavors, un punt qualsevol A del pla, es pot escriure emprant la base ortonormal:
{\displaystyle {A}=x_{A}\,{\vec {i}}+y_{A}\,{\vec {j}}}
Per a un segon sistema S2 tal que està girat un angle {\displaystyle \alpha \,}, respecte del primer:
{\displaystyle S2=\{O;\;x^{\prime },y^{\prime }\}}
Com que la base ortonormal del primer sistema expressada en aquest segon es:
{\displaystyle {\begin{array}{l}i=\left({\cos \alpha ,-\sin \alpha }\right)\\j=\left({\sin \alpha ,\cos \alpha }\right)\\\end{array}}}
El punt A és:
{\displaystyle A=x_{A}\left({\cos \alpha ,-\sin \alpha }\right)+y_{A}\left({\sin \alpha ,\cos \alpha }\right)}
I operant resulta:
{\displaystyle A=\left({x_{A}\cos \alpha +y_{A}\sin \alpha ,y_{A}\cos \alpha -x_{A}\sin \alpha }\right)}
Per tant:
{\displaystyle x_{A}^{\prime }=\;x_{A}\,\cos {\alpha }+y_{A}\,\sin {\alpha }}
{\displaystyle y_{A}^{\prime }=-x_{A}\,\sin {\alpha }+y_{A}\,\cos {\alpha }}
Que són les coordenades de A en B2, en funció de les coordenades de A en B1 y de {\displaystyle {\alpha }\,}.

## Orientació i quiralitat

### En dues dimensions

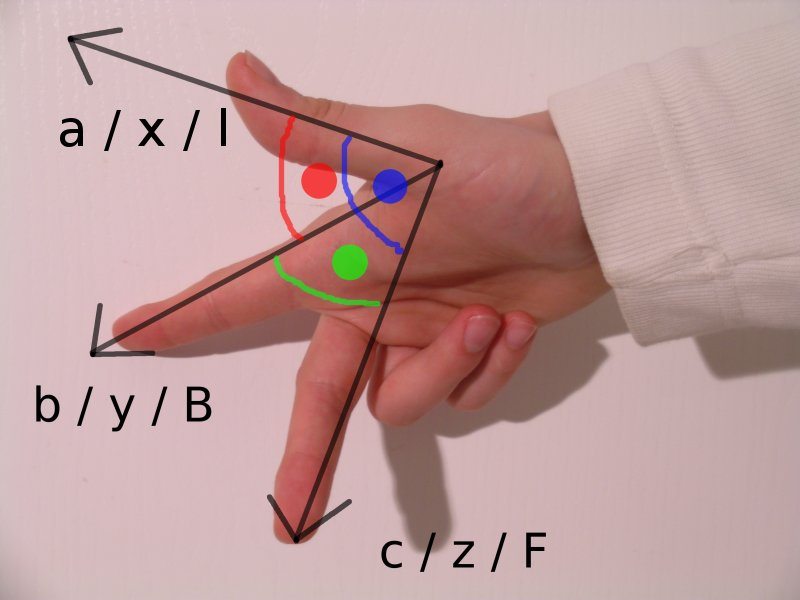
La regla de la mà dreta.

En fixar o triar l'eix x queda determinat l'eix y tret de la seva direcció. És a dir, l'eix y cal que sigui perpendicular a l'eix x al punt origen 0 sobre l'eix x. Però encara manca de triar quina de les dues semirectes de la perpendicular es designa com a positiva i quina com a negativa. Cada una d'aquestes dues possibles tries determina una orientació diferent del pla cartesià.
La forma usual d'orientar els eixos, amb la part positiva de l'eix x apuntant cap a la dreta i la part positiva de l'eix y apuntant cap amunt (i sent l'eix x el "primer" i l'eix y el "segon") es considera l'orientació positiva o estàndard, anomenada també orientació a dretes.
Independentment del tipus d'orientació triada pels eixos, les rotacions del sistema de coordenades preserven l'orientació. Intercanviant el paper dels eixos x i y inverteix l'orientació.

### En tres dimensions

Fig. 7 – L'orientació a esquerres es presenta a l'esquerra i l'orientació a dretes a la dreta.

Fig. 8 – El sistema de coordenades cartesianes a dretes indicant els plans de coordenades.

Un cop s'han especificat els eixos x i y, queda determinada la recta sobre la qual ha de quedar l'eix z, però hi ha dues possibles direccions. Dels dos possibles sistemes de coordenades que en resulten se'n diu 'a dretes' i 'a esquerres'. De l'orientació estàndard, on el pla xy és horitzontal i l'eix z assenyala cap amunt (i els eixos x e y formen un sistema de coordenades bidimensional amb orientació positiva en el pla xy si s'observa des de damunt del pla xy) se'n diu a dretes o positiu.
El nom prové de la regla de la mà dreta. Si el dit índex de la mà dreta senyala cap endavant, el dit mitjà es doblega cap a dins formant un angle recte amb l'índex i el dit polze forma un angle recte respecte a tots dos, els dits indiquen les direccions relatives entre els eixos x, y, i z en un sistema a dretes. El polze indica l'eix x, l'índex indica l'eix y' i el dit mitjà indica l'eix z. Per altra banda, si es fa el mateix amb la mà esquerra, en resulta un sistema a esquerres.
La Figura 7 és un intent de presentar un sistema de coordenades a dretes i un a esquerres. Com que els objectes tridimensionals es representen en una pantalla de dues dimensions, en resulta una distorsió i una ambigüitat. L'eix que apunta cap a baix (i cap a la dreta) també significa que apunta cap a l'observador, mentre que l'eix "del mig" significa que apunta allunyant-se de l'observador. El cercle vermell és paral·lel al pla horitzontal xy i indica rotació des de l'eix x cap a l'eix y (en tots dos casos). Per tant, la fletxa vermella passa per davant de l'eix z.
La Figura 8 és un altre intent de presentar un sistema de coordenades a dretes. Altre cop, hi ha una ambigüitat causada pel fet de projectar el sistema de coordenades tridimensional en el pla. Molts observadors veuen la Figura 8 com si "basculés cap a dins i cap a fora" entre un cub convex i una "cantonada" còncava. Això correspon a les dues orientacions possibles del sistema de coordenades. Si es veu la figura com a convexa, es té un sistema de coordenades a esquerres. Per tant, la forma "correcta" de veure la Figura 8 és imaginant l'eix x apuntant cap a l'observador i, per tant, veient una cantonada còncava.

## Aplicacions
Els sistemes de coordenades cartesianes sovint es fan servir per a representar les dues o tres dimensions de l'espai, però també es poden fer servir per a representar moltes altres quantitats (com ara massa, temps, força, etc.). En aquests casos els eixos de coordenades s'etiqueten normalment amb altres lletres (com ara m, t, F, etc.) en lloc de x, y, i z. Cada eix també pot tenir diferents unitats de mesura associades (com ara kilograms, segons, lliures, etc.). També és possible de definir sistemes de coordenades amb més de tres dimensions per a representar relacions entre més de tres quantitats. Tot i que els espais de quatre i més dimensions són difícils de visualitzar, l'àlgebra dels sistemes de coordenades es pot estendre de forma relativament fàcil a quatre o més variables, de forma que es poden fer certs càlculs que impliquen moltes variables. (Aquesta mena d'extensions algebraiques és el que es fa servir per a definir la geometria d'espais multi dimensionals, lo qual pot esdevenir més aviat complicat.) Recíprocament, sovint és útil de fer servir la geometria de les coordenades cartesianes en dues o tres dimensions per a visualitzar relacions algebraiques entre dues o tres (potser dues o tres d'entre moltes) variables no espacials.
La gràfica d'una funció o d'una relació és el conjunt de tots els punts que satisfan aquesta funció o relació. Per una funció de una variable, f, el conjunt de tots els punts (x,y), on y=f(x), és la gràfica de la funció f. Per a una funció de dos variables, g, conjunt de tots els punts (x,y,z), on z=g(x,y), és la gràfica de la funció g. El conjunt de característiques de la gràfica de una funció o relació consistirà en els seus punts extrems relatius (parts sortints de la gràfica o relació), la seva concavitat i els seus punts d'inflexió, els diferents punts de discontinuïtat i el seu comportament final. Tots aquests termes estan molt millor definits a l'apartat de càlcul. Aquestes representacions ajuden a entendre la naturalesa i el comportament de les funcions i relacions.